# Goldie Hill
 (janvier 2019).
Si vous disposez d'ouvrages ou d'articles de référence ou si vous connaissez des sites web de qualité traitant du thème abordé ici, merci de compléter l'article en donnant les références utiles à sa vérifiabilité et en les liant à la section « Notes et références ».
Pour les articles homonymes, voir Hill.
Goldie Hill (11 janvier 1933 - 24 février 2005) est une chanteuse de musique country née Angolda Voncile Hill à Karnes City, Texas, États-Unis.
Goldie Hill entreprit sa carrière en 1952 lorsqu'elle signa un contrat avec Decca Records. Son plus grand succès est I Let The Stars Get In My Eyes, qui atteignit la première position du palmarès country aux États-Unis en 1953. Elle enchaîna par la suite plusieurs hits : I'm Beginning to Feel Mistreated, deux duos avec Justin Tubb (en) (Looking Back to See et Sure Fire Kisses) et un duo avec Red Sovine (en) (Are You Mine).
Goldie Hill épousa en 1957 le chanteur country Carl Smith. Trois enfants sont issus de cette union qui dura 48 ans. Le mariage freina cependant la carrière de Hill, jusque-là une des rares femmes, avec Kitty Wells, à briller sur la scène musicale country. Elle fit paraître deux albums chez Epic Records au début des années 1960, mais ils ne remportèrent pas le succès escompté.